# Thomas Ryum Amlie

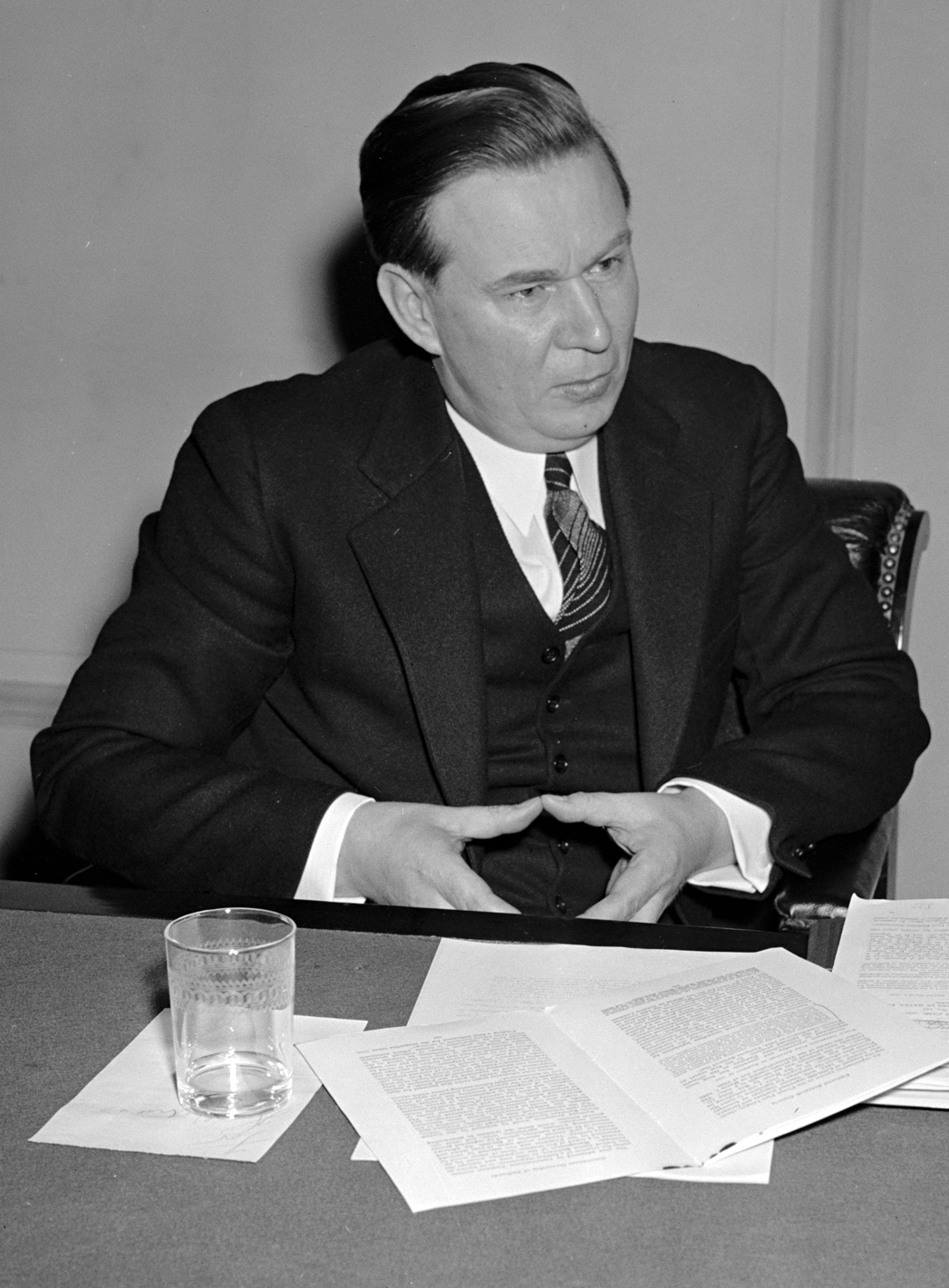
Thomas Ryum Amlie (1939)

Thomas Ryum Amlie (* 17. April 1897 bei Binford, Griggs County, North Dakota; † 22. August 1973 in Madison, Wisconsin) war ein US-amerikanischer Politiker. Zwischen 1931 und 1933 sowie nochmals von 1935 bis 1939 vertrat er den Bundesstaat Wisconsin im US-Repräsentantenhaus.

## Werdegang
Thomas Amlie besuchte die öffentlichen Schulen seiner Heimat einschließlich der Cooperstown High School. Er studierte zunächst an der University of North Dakota in Grand Forks und dann an der University of Minnesota in Minneapolis. Nach einem anschließenden Jurastudium an der University of Wisconsin–Madison und seiner im Jahr 1923 erfolgten Zulassung als Rechtsanwalt begann er in Beloit in seinem neuen Beruf zu arbeiten. Im Jahr 1927 verlegte er seine Kanzlei und seinen Wohnsitz nach Elkhorn.
Politisch war Amlie damals Mitglied der Republikanischen Partei. Nach dem Tod des Kongressabgeordneten Henry A. Cooper wurde er bei der fälligen Nachwahl um den ersten Sitz von Wisconsin als dessen Nachfolger in das US-Repräsentantenhaus in Washington, D.C. gewählt. Dort trat er am 13. Oktober 1931 sein neues Mandat an. Da er bei den folgenden regulären Kongresswahlen des Jahres 1932 von seiner Partei nicht mehr nominiert wurde, konnte er bis zum 3. März 1933 nur die laufende Legislaturperiode im Kongress beenden. Am 4. März 1933 trat der an seiner Stelle nominierte und dann auch gewählte George Washington Blanchard seine Nachfolge an.
Nach seinem Ausscheiden aus dem US-Repräsentantenhaus verließ Thomas Amlie die Republikanische Partei und wurde Mitglied der regionalen Wisconsin Progressive Party, die damals in seinem Heimatstaat sehr stark war. Bei den Wahlen des Jahres 1934 wurde er als deren Kandidat erneut im ersten Wahlbezirk von Wisconsin in den Kongress gewählt. Dort löste er am 3. Januar 1935 George Blanchard wieder ab. Nach einer Wiederwahl im Jahr 1936 konnte er bis zum 3. Januar 1939 zwei Legislaturperioden im Kongress verbringen. In dieser Zeit wurden viele der New-Deal-Gesetze der Bundesregierung unter Präsident Franklin D. Roosevelt verabschiedet.
1938 verzichtete Amlie auf eine erneute Kandidatur für das US-Repräsentantenhaus. Stattdessen bewarb er sich erfolglos für die Progressive Party um einen Sitz im US-Senat. 1939 wurde er von Präsident Roosevelt in die Interstate Commerce Commission berufen. Thomas Amlie lehnte diese Ernennung aber ab. In den folgenden Jahren praktizierte er wieder als Rechtsanwalt. Außerdem wurde er Schriftsteller. Seine letzten Lebensjahre verbrachte er in Madison, wo er am 22. August 1973 verstarb.